# Juan Osorio
Juan Osorio Ortiz (Toluca de Lerdo, 24 de junio de 1957). Es un productor mexicano de televisión que ha realizado programas cómicos, telenovelas y teatro.

## Biografía
Se inició en la producción de telenovelas como ayudante de producción, y posteriormente su gran oportunidad ocurre en 1986 con La gloria y el infierno: a mitad de dicha producción, se quedan sin el productor ejecutivo, Gonzalo Martínez Ortega, y toma la batuta Juan Osorio. Después de esta historia, se destacó por producir originales y revivir clásicos, respetando los libretos originales de los autores.[cita requerida]
Llega el milenio y cambia drásticamente la esencia de producir televisión, enfocándose hacia productos populares donde la visión con la que inició no fue del agrado de público que lo venía siguiendo, y de 2007 a 2009 regresa a producir clásicos y productos originales donde volvió a nacer la calidad de producción con la que se destacó en sus inicios. Sin embargo, a partir de 2011 produce remakes de su primogénita colombiana, y se enfoca en la producción de telenovelas de corte cómico y familiar para el horario de las 8:00 p. m.[cita requerida]
En 2011, produjo la telenovela Una familia con suerte, y en 2012, Porque el amor manda.
El 29 de junio de 2013, su hijo, Juan Osorio Ávalos, falleció de un infarto a los 30 años de edad. Un día después se realizaron las honras fúnebres, y al velatorio acudieron numerosos artistas, productores y directores. La salud de Juan Osorio no era la mejor en esos momentos, pues se encontraba hospitalizado por una grave infección en una muela y en la garganta, y luego de las horas fúnebres debió internarse en un hospital de la capital mexicana. Ese mismo año realiza el cortometraje Prax, que fue visto por más de 300 instituciones educativas desarrolladas por Glat entertainment y fue dedicado en memoria de Juan Osorio Ávalos.
En 2014 regresa a producir la telenovela  Mi corazón es tuyo tanto en la televisión como al teatro. Una vez que finalizó, estrenó programa de radio en la cadena Radio Fórmula, con el programa Hola Familia, con Angélica Palacios.
En 2016 produce la nueva novela de Televisa, Sueño de amor, una historia completamente original que él mismo planeó, junto con el escritor de cabecera que tiene en la actualidad, Alejandro Pohlenz. Fueron sus protagonistas Cristian de la Fuente y Betty Monroe, como la pareja adulta, y Renata Notni y Santiago Ramundo, como la pareja juvenil.[cita requerida]
En 2017, produce la telenovela Mi marido tiene familia está basada en la serie de televisión surcoreana My Husband Got a Family, creada por Park Ji-eun,  con las actuaciones de Zuria Vega y Daniel Arenas. La telenovela fue muy exitosa, lo cual originó que se realizará un segunda temporada para el año siguiente 2018 ahora bajo el nombre Mi marido tiene más familia, de nuevo protagonizada por Zuria Vega y Daniel Arenas y se comparte protagónico con Susana González y Arath de la Torre.
En 2019, produce la serie Juntos el corazón nunca se equivoca protagonizada por Emilio Osorio y Joaquín Bondoni.
Después de haber finalizado el proyecto anterior Juntos el corazón nunca se equivoca, Osorio vuelve con una nueva apuesta a la televisión mexicana con su nuevo proyecto Soltero con hijas, telenovela  protagonizada por Vanessa Guzmán y Gabriel Soto a estrenarse en octubre de 2019.

## Trayectoria

### Productor ejecutivo
- El padre Gallo (1986-1987)
- Tal como somos (1987-1988)
- Mi segunda madre (1989)
- La casa al final de la calle (1989)
- Días sin luna (1990)
- Madres egoístas (1991)
- Clarisa (1993)
- María José (1995)
- Segunda parte de Si Dios me quita la vida (1995)
- Segunda parte de Para toda la vida (1996)
- Marisol (1996)
- El alma no tiene color (1997)
- Vivo por Elena (1998)
- Primera parte de Nunca te olvidaré (1999)
- Siempre te amaré (2000)
- Salomé (2001-2002)
- Velo de novia (2003)
- Duelo de pasiones (2006)
- Tormenta en el paraíso (2007-2008)[11]
- Mi pecado (2009)[12]
- Una familia con suerte (2011-2012)
- Porque el amor manda (2012-2013)
- Mi corazón es tuyo (2014-2015)[13]
- Sueño de amor (2016)
- Mi marido tiene familia (2017-2019)
- Juntos el corazón nunca se equivoca (2019)[14]
- Soltero con hijas (2019-2020)[15]
- ¿Qué le pasa a mi familia? (2021)[16]
- El último rey (2022)[17]
- La herencia (2022)[18]
- El amor invencible (2023)[19]
- El amor no tiene receta (2024)[20]

### Gerente de producción
- Toda una vida (1981)
- Gabriel y Gabriela (1982-1983)
- Un solo corazón (1983-1984)
- La pasión de Isabela (1984-1985)
- La gloria y el infierno (1986)
- Yo compro esa mujer (1990)

### Programas cómicos
- El Chapulín Colorado (1977) ... 1 episodio, "Un Chapulín en Acapulco", como coordinador
- Todo de todo (1992)
- Con permiso (1996)

### Video Home
- Mi verdad (2004)

### Programas de ayuda social
- Más que musas (2010)[21]

### Locutor
- Hola Familia (2014), con Angélica Palacios.[22]

### Escritor
- Prax (2013)
- Sueño de amor (2016)

### Asesor literario
- Mi marido tiene más familia (2018-2019)
- Juntos el corazón nunca se equivoca (2019)
- Soltero con hijas (2019-2020)
- ¿Qué le pasa a mi familia? (2021)

## Teatro
- Mi corazón es tuyo (2015)[23]
- Aventurera (2017)[24]
- Aristemo el musical (2019)[25][26]

## Cine
- Prax (2013) (Director de cine)[27][28][29]

## Premios y nominaciones

### Premios TVyNovelas
| Año  | Categoría                 | Telenovela                   | Resultado |
| ---- | ------------------------- | ---------------------------- | --------- |
| 1990 | Mejor producción          | La casa al final de la calle | Ganadora  |
| 1990 | Mejor telenovela          | Mi segunda madre             | Ganadora  |
| 1991 | Mejor telenovela          | Días sin luna                | Nominada  |
| 1993 | Mejor programa de comedia | Todo de todo                 | Ganadora  |
| 2000 | Mejor telenovela          | Nunca te olvidaré            | Nominada  |
| 2002 | Mejor telenovela          | Salomé                       | Nominada  |
| 2010 | Mejor telenovela          | Mi pecado                    | Nominada  |
| 2012 | Mejor telenovela          | Una familia con suerte       | Nominada  |
| 2014 | Mejor telenovela          | Porque el amor manda         | Nominada  |
| 2015 | Mejor telenovela          | Mi corazón es tuyo           | Ganadora  |
| 2015 | Mejor reparto             | Mi corazón es tuyo           | Nominada  |
| 2018 | Mejor telenovela          | Mi marido tiene familia      | Nominada  |
| 2018 | Mejor reparto             | Mi marido tiene familia      | Nominada  |
| 2019 | Mejor telenovela          | Mi marido tiene más familia  | Nominada  |
| 2019 | Mejor reparto             | Mi marido tiene más familia  | Nominada  |
| 2020 | Mejor telenovela          | Soltero con hijas            | Nominada  |

- Favoritos del Público 2015 "Mejor Final" Mi corazón es tuyo[36]

### People en Español
| Año  | Categoría          | Telenovela             | Resultado |
| ---- | ------------------ | ---------------------- | --------- |
| 2012 | Telenovela del año | Una familia con suerte | Nominada  |
| 2013 | Telenovela del año | Porque el amor manda   | Ganadora  |

### TV Adicto Golden Awards
| Año  | Categoría                                                                           | Telenovela                  | Resultado |
| ---- | ----------------------------------------------------------------------------------- | --------------------------- | --------- |
| 2010 | Mejor telenovela mexicana                                                           | Mi pecado                   | Ganadora  |
| 2011 | Mejor telenovela de televisa                                                        | Una familia con suerte      | Ganadora  |
| 2011 | Mejor telenovela de corte popular                                                   | Una familia con suerte      | Ganadora  |
| 2012 | Mejor producción                                                                    | Porque el amor manda        | Ganadora  |
| 2012 | Mejor telenovela de corte popular                                                   | Porque el amor manda        | Ganadora  |
| 2014 | Mejores créditos de entrada                                                         | Mi corazón es tuyo          | Ganadora  |
| 2014 | Mejor reparto                                                                       | Mi corazón es tuyo          | Ganadora  |
| 2014 | Mejor producción                                                                    | Mi corazón es tuyo          | Ganadora  |
| 2014 | Mejor telenovela de corte popular                                                   | Mi corazón es tuyo          | Ganadora  |
| 2016 | Mejor final                                                                         | Sueño de amor               | Ganadora  |
| 2018 | Mejor escenografía y utilería                                                       | Mi marido tiene más familia | Ganador   |
| 2018 | Mejores locaciones                                                                  | Mi marido tiene más familia | Ganadora  |
| 2018 | Mejor producción                                                                    | Mi marido tiene más familia | Ganadora  |
| 2018 | Mejor telenovela de Televisa                                                        | Mi marido tiene más familia | Ganadora  |
| 2018 | Premio especial a la telenovela del año                                             | Mi marido tiene más familia | Ganadora  |
| 2019 | Mejor final                                                                         | Mi marido tiene más familia | Ganador   |
| 2019 | Mejor producción                                                                    | Soltero con hijas           | Ganador   |
| 2019 | Mejor telenovela de televisa                                                        | Soltero con hijas           | Ganador   |
| 2021 | Mejores locaciones                                                                  | ¿Qué le pasa a mi familia?  | Ganadora  |
| 2021 | Mejor evento de presentación de una telenovela                                      | ¿Qué le pasa a mi familia?  | Ganadora  |
| 2022 | Mejor serie mexicana transmitida en televisión abierta bajo un esquema telenovelero | El último rey               | Ganadora  |

### Premios Kids' Choice Awards
| Año  | Categoría              | Nominado                    | Resultado |
| ---- | ---------------------- | --------------------------- | --------- |
| 2015 | Mejor serie o programa | Mi corazón es tuyo          | Nominada  |
| 2019 | Show favorito          | Mi marido tiene más familia | Ganadora  |

### Copa Televisa
| Año  | Categoría        | Nominado                | Resultado |
| ---- | ---------------- | ----------------------- | --------- |
| 2017 | Mejor Telenovela | Mi marido tiene familia | Ganadora  |

- Medalla al Mérito Turístico 2018 y Embajador Turístico de la Ciudad de México[52]

### GLAAD Media Awards
| Año  | Categoría                        | Nominados                           | Resultado |
| ---- | -------------------------------- | ----------------------------------- | --------- |
| 2019 | Mejor serie con guion en español | Mi marido tiene más familia         | Ganadora  |
| 2020 | Mejor serie con guion en español | Juntos el corazón nunca se equivoca | Nominada  |